# Alingsås socken
Alingsås socken i Västergötland ingick i Kullings härad, uppgick 1952 i Alingsås stad och området är sedan 1971 en del av Alingsås kommun, från 2016 inom Alingsås distrikt.
Socknens areal var 104,60 kvadratkilometer varav 85,20 land. År 1946 fanns här 2 342 invånare. Herrgården Nolhaga, tätorten Hjälmared samt delar av tätorten Alingsås med sockenkyrkan  Landskyrkan ligger i socknen.

## Administrativ historik
Socknen har medeltida ursprung. Ur socknen utbröts 1619 Alingsås stad och Alingsås stadsförsamling.
Vid kommunreformen 1862 övergick socknens ansvar för de kyrkliga frågorna till Alingsås landsförsamling och för de borgerliga frågorna bildades tillsammans med Rödene socken Alingsås landsförsamlings och Rödene landskommun. Denna kommun inkorporerades 1952 i Alingsås stad som 1971 ombildades till Alingsås kommun. Församlingen uppgick 1967 i Alingsås församling.
Socknen har tillhört län, fögderier, tingslag och domsagor enligt vad som beskrivs i artikeln Kullings härad. De indelta soldaterna tillhörde Västgöta regemente, Kullings kompani och Västgöta-Dals regemente, Kullings kompani.

## Geografi och natur
Alingsås socken ligger kring Alingsås med Mjörn i väster, Stora Färgen som delas med Hemsjö socken i sydväst, Store-Nären som delas med Ödenäs socken i söder och Säveån i nordost. Socknen är en kuperad skogsbygd med odlingsbygd vid sjöarna.
Det finns fem naturreservat i socknen. Nolhagaviken ingår i EU-nätverket Natura 2000 medan Färgensjöarna som delas med Hemsjö socken, Kvarnsjöarna, Nolhaga berg och Risön är kommunala naturreservat.
Säterier var Nolhaga, Vikaryd, Hjälmared och Lygnöholm.

## Fornlämningar
Boplatser från stenåldern och en hällkista, vid Hulebäck, är funna. Från bronsåldern finns gravrösen. Från järnåldern finns gravar.

## Befolkningsutveckling
Befolkningen ökade från 1 467 1810 till 1 974 1870 varefter den pendlade upp och ner de närmaste decennierna för att 1950 ha stigit till 2 774 innan socknen uppgick i Alingsås stad 1952.

## Namnet
Namnet skrevs 1382 Alinxsaas och kommer från kyrkbyn. Namnet innehåller aling, 'person från Ale härad' och ås.